# Alomya cheni
Alomya cheni är en stekelart som beskrevs av He och Chen 1990. Alomya cheni ingår i släktet Alomya och familjen brokparasitsteklar. Inga underarter finns listade i Catalogue of Life.